# PRS Guitars

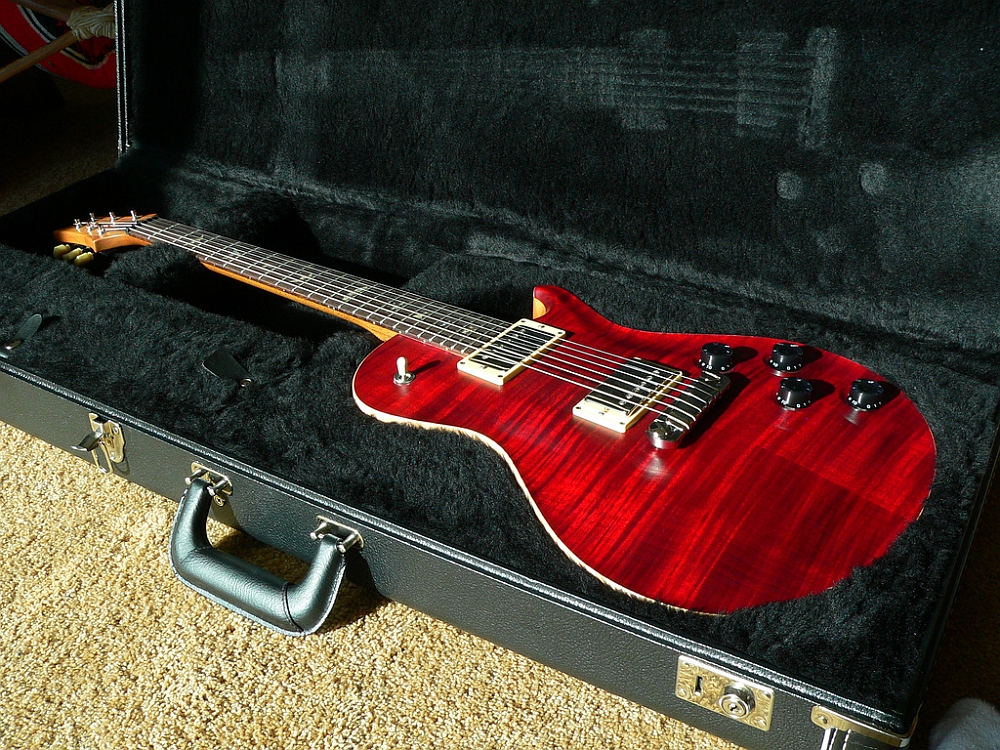
Gitara firmy PRS Guitars

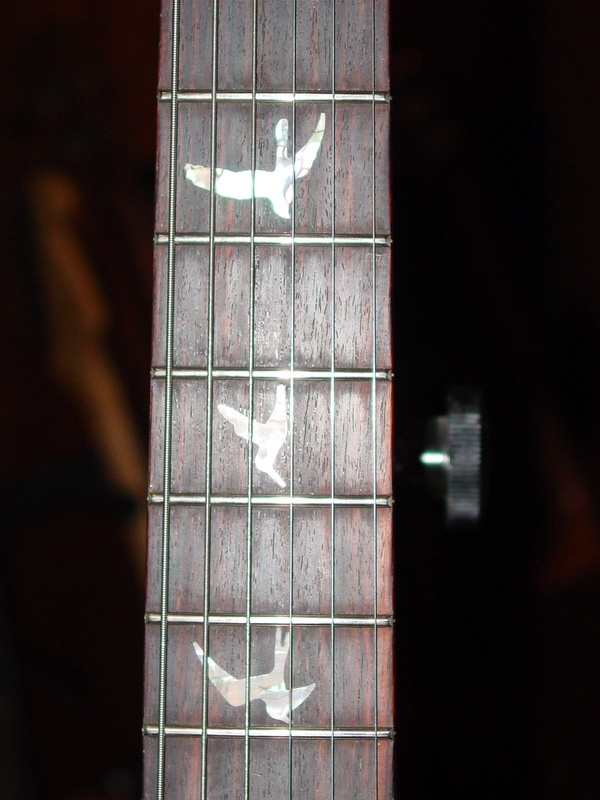
Gryf gitary z charakterystycznym znakiem firmy PRS Guitars

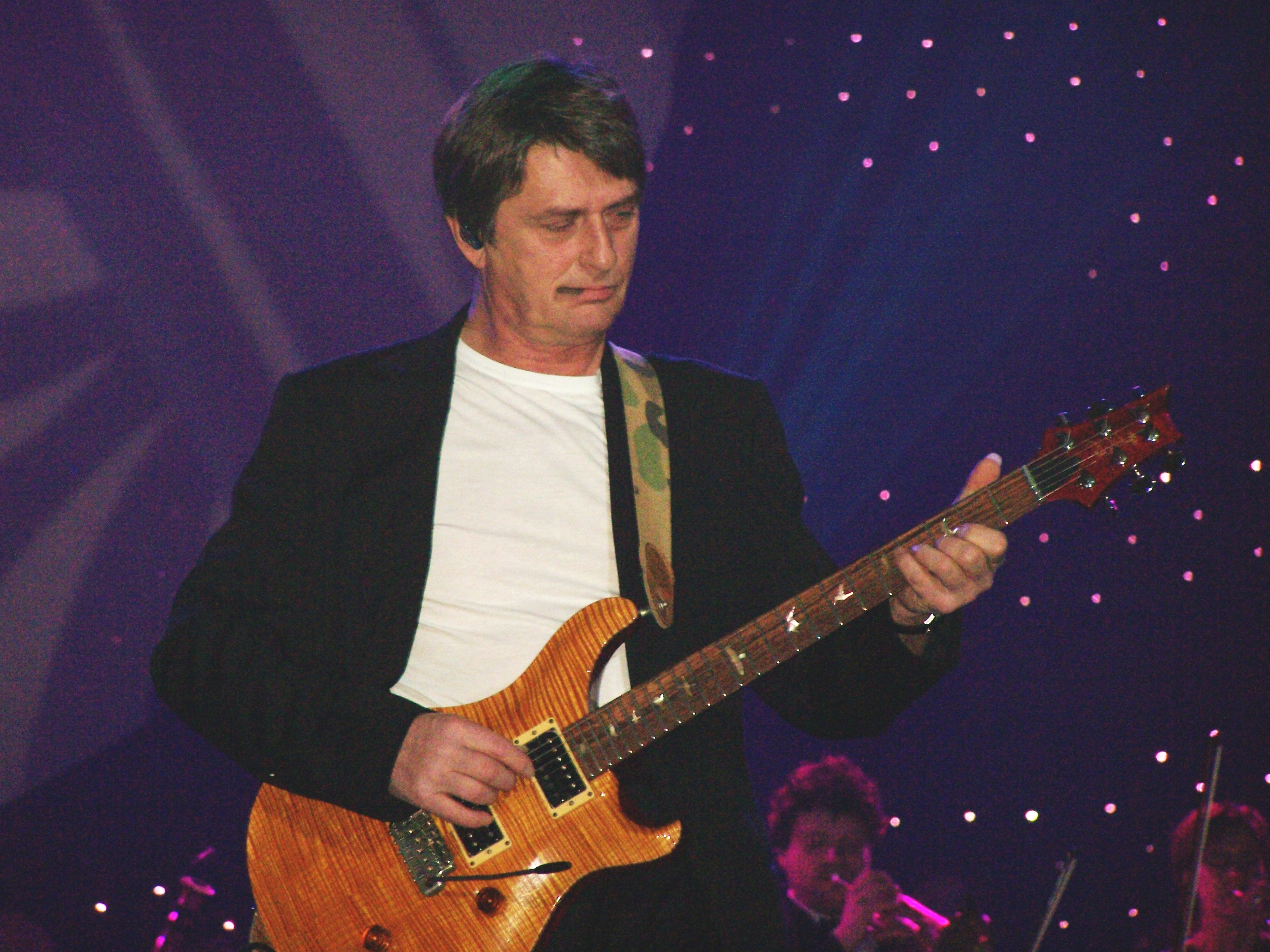
Mike Oldfield z modelem Custom 24 w grudniu 2006 r. w Festhalle we Frankfurcie

PRS Guitars – amerykański producent gitar elektrycznych.
Paul Reed Smith (nazwa gitar od jego inicjałów), artysta i pasjonat gitary, stworzył zespół konstruktorów, dzięki którym po 20 latach modyfikacji i wprowadzania usprawnień technologicznych gitary PRS zajmują pozycję jednej z najbardziej znaczących marek gitarowych na świecie. Wśród oferty tej firmy znajdą się instrumenty sygnowane przez muzyków takiej klasy jak: Carlos Santana, Dave Navarro, Mark Tremonti, Al Di Meola czy wynalazca i projektant gitarowy Ted McCarty.
Od kilku lat gitary oznaczone logiem PRS zdominowały najbardziej prestiżowy plebiscyt sprzętu muzycznego w branży: MIPA Awards zdobywając pierwsze miejsce w kategorii "najlepsza gitara elektryczna" w 2006, 2005, 2004 (nominacja), 2003, 2002 i 2001 (nominacja).